# Katarzyna Połeć
Katarzyna Połeć, född 13 februari 1989 i Ustka, är en polsk volleybollspelare (center) som spelar för Chemik Police. Połeć har även spelat för Polens landslag.

## Karriär
Połeć började spela volleyboll i Czarni Słupsk och tävlade som ung även i friidrott. Hon var med och blev uppflyttad med Czarni Słupsk till II liga 2008. 2011 gick Połeć till universitetslaget Eliteski AZS UEK Kraków. Inför säsongen 2013/2014 gick hon till KS Pałac Bydgoszcz i högsta ligan. Efter en säsong i klubben flyttade Połeć vidare till Legionovia Legionowo. Hon spelade tre säsonger i klubben och gick inför säsongen 2017/2018 till Wisła Warszawa.
I januari 2020 gick Połeć till Chemik Police. Under sin första säsong vann hon både polska mästerskapet och polska cupen. I december 2020 råkade Połeć ut för en hälsenebristning och missade resten av säsongen 2020/2021. Chemik Police vann även under denna säsong både polska mästerskapet och polska cupen.

## Klubbar
- Czarni Słupsk (?–2011)
- Eliteski AZS UEK Kraków (2011–2013)
- KS Pałac Bydgoszcz (2013–2014)
- Legionovia Legionowo (2014–2017)
- Wisła Warszawa (2017–2020)
- Chemik Police (2020–)

## Meriter
Wisła Warszawa
- I liga: Silver 2018, 2019

Chemik Police
- Polska mästerskapet: 2020, 2021
- Polska cupen: 2020, 2021